# ماكسيم خوليت
ماكسيم خوليت (بالهولندية: Maxim Gullit) هو لاعب كرة قدم هولندي، ولد في 20 مايو 2001 في زانستاد في هولندا. لعب مع إي زد ألكمار.

## وصلات خارجية
- ماكسيم خوليت على موقع قاعدة بيانات كرة القدم.إي يو (الإنجليزية)
- ماكسيم خوليت على موقع Soccerway.com (الإنجليزية)
- ماكسيم خوليت على موقع عالم كرة القدم.نت (الإنجليزية)